# Campinas Challenger 1996
Il Campinas Challenger 1996 è stato un torneo di tennis facente parte della categoria ATP Challenger Series nell'ambito dell'ATP Challenger Series 1996. Il torneo si è giocato a Campinas in Brasile dall'11 al 17 novembre 1996 su campi in terra rossa.

## Vincitori

### Singolare
Gustavo Kuerten ha battuto in finale  Galo Blanco con il punteggio di 7–6, 6–3

### Doppio
Gustavo Kuerten /  Fernando Meligeni hanno battuto in finale  Pablo Albano /  Nicolás Lapentti con il punteggio di 6–2, 6–4